# Ramallah i Al-Bira
Ramallah i Al-Bira (arab. ‏والبيرة اهلل را‎, Rām Alláh wa-Al-Bīrah) – muhafaza Palestyny. Leży w środkowo-zachodniej części Zachodniego Brzegu. Od północy sąsiaduje z Salfitem i Nablusem, a do wschodu z Jerychem. Od południa graniczy z muhafazą Jerozolima i izraelskim dystryktem Jerozolima, a od zachodu z dystryktem Centralnym. Ma powierzchnię 855 km² i jest drugą pod względem wielkości jednostką administracyjną kraju. Według danych Palestyńskiego Centralnego Biura Statystycznego na rok 2007 zamieszkało ją 278 018 osób, co stanowiło 7,4% ludności Palestyny. Znajdowało się tu wtedy 52 554 gospodarstw domowych. Do 2015 roku liczba ludności wzrosła do 348 110, a gęstość zaludnienia wynosiła 407 os./km². 

## Miejscowości
Miasta
- Al-Bira
- Bajtunja
- Ramallah
- Rawabi

Miejscowości
- Al-Ittihad
- At-Tajjiba
- Az-Zajtuna
- Bani Zajd
- Bani Zajd asz-Szarkijja
- Bajt Likja
- Bir Zajt
- Dajr Dibwan
- Al-Mazra’a asz-Szarkijja
- Nilin
- Silwad
- Sindżil
- Turmusajja

Wioski
- Abud
- Abu Kaszsz
- Ibwajn
- Adżdżul
- Al-Dżanija
- Al-Lubban al-Gharbi
- Al-Midja
- Al-Mughajjir
- Atara
- Bajtin
- Bajt Sira
- Bajt Ur al-Fauka
- Bajt Ur at-Tahta
- Bil’in
- Budrus
- Burham
- Burka
- Dajr Ibzi
- Dajr Dżarir
- Dajr Abu Masz'al
- Dajr Nizam
- Dajr Kiddis
- Dajr as-Sudan
- Dura al-Kar
- Dżildżilijja
- Ajn Arik
- Ajn Kinija
- Ajn Sinja
- Ajn Jabrud
- Jabrud
- Dżifna
- Kafr Ajn
- Kafr Malik
- Kafr Nima
- Karawat Bani Zajd
- Charbata al-Misbah
- Charbata Bani Harit
- Chirbat Abu Falah
- Kibja
- Kubar
- Nabi Salih
- Rammun
- Rantis
- Ras Karkar
- Saffa
- Surda
- Szukba